# Avery Patterson
Avery Patterson, född den 14 juni 2002 i Jacksonville, Florida, är en amerikansk fotbollsspelare.

## Biografi
Avery Patterson inledde sin seniorkarriär i Houston Dash år 2024, efter att ha spelat collegefotboll för University of North Carolina. Hon har även representerat det amerikanska damlandslaget där hon debuterade 2025.